# Æselpingvin
En æselpingvin (Pygoscelis papua) er en pingvin, der hovedsageligt yngler på de subantarktiske øer. Den har navnet efter sin stemme, der lyder som et æsels skryden. Æselpingvinen er en af 18 pingvinarter.

## Navneforvirring
Æselpingvin kaldes på dansk også for brillepingvin, mens den "rigtige" brillepingvin (Spheniscus demersus) så kaldes æselpingvin.